# Medicago polychroa
Medicago polychroa är en ärtväxtart som beskrevs av Aleksandr Alfonsovitj Grossgejm. Medicago polychroa ingår i släktet luserner, och familjen ärtväxter. Inga underarter finns listade i Catalogue of Life.